# Công viên lâu đài ở Pezinok
Công viên lâu đài ở Pezinok (tiếng Slovakia: Zámocký park v Pezinku) là một công viên thuộc lâu đài Pezinok, tọa lạc trên phố Mladoboleslavská, thành phố Pezinok, vùng Bratislava, Slovakia. Vào ngày 17 tháng 7 năm 1963, địa điểm này được ghi danh vào Danh sách Di tích Trung ương theo quyết định của Bộ Văn hóa Cộng hòa Slovakia.

## Lịch sử
Công viên lâu đài ở Pezinok được František Pálfi xây dựng vào năm 1844. Trong quá trình xây dựng công viên, những cây quý hiếm đã được trồng xung quanh lâu đài Pezinok. Theo thời gian, công viên lâu đài dần trở thành một nơi nghỉ ngơi dành cho người dân địa phương cũng như du khách.
Kể từ năm 1931, công viên lâu đài thuộc sở hữu của thành phố Pezinok. Hiện nay, công viên vẫn được chăm sóc trong tình trạng tốt. Nơi đây cấm việc đạp xe và dắt theo thú cưng. Trong công viên có nhiều loại cây quý hiếm như cây mộc lan hay cây ba gai. Ngoài ra, công viên còn có một bảo tàng.
Công viên lâu đài đã bị đóng cửa vào ngày 18 tháng 3 năm 2019 để bảo trì an ninh, và hiện đã được mở cửa trở lại cho công chúng.